# 南藤蔓綿録
南藤蔓綿録（なんとうまんめんろく）は、相良氏の祖先から、23代当主・頼福の在世した享保5年（1720年）10月までの約500年間にわたる球磨人吉藩相良氏における歴史を全14巻に著したものである。
著者は人吉藩の剣術師範であった梅山無一軒（実名：西源六郎昌盛）で、成立年は文化年間である。相良家における政治、社会、文化のみならず、経済や交通、気象、災害、風俗、寺社及び仏像の縁起等にまで言及して記されている。文久2年（1862年）に藩内で起こった大火「寅助火事」により相良家の家記が焼失したことを受け、同年 『探源記』、『嗣誠独集覧』などと共に、無一軒の孫である梅山昌寿により藩へと献上された。